# مذبحة بيت علام
مذبحة بيت علام هي مذبحة ثأرية وقعت أحداثها في محافظة سوهاج بين عائلتي عبد الحليم والحناشات.

## الأحداث
- بدأ مسلسل الثأر بين العائلتين في عام 2001 عندما قتل محمد يوسف العدال من عائلة الحناشات في مشاجرة بين العائلتين وإتهم في مقتله ابوالفتوح عبد العال من عائلة عبد الحليم وقضت محكمة الجنايات ببراءته لعدم كفاية الأدلة وفشلت مساعي الصلح بينهما.
- في إبريل 2002 قام حلمي أحمد ومحمود السمان من عائلة الحناشات بالتربص للمدعو همام عبد الحليم عميد عائلة عبد الحليم ونجله شوكت وأمطروهما بوابل من الرصاص أخذا بثأر قريبهما مما ادي لمقتل الأب واصابة الابن وتم القبض عليهما وإحيلا الي محكمة الجنايات محبوسين.
- في أغسطس 2002 وعندما توجه 25 من أقارب المتهمين الي سوهاج مستقلين سيارتين لحضور جلسة محاكمتهما فوجئوا بتربص أبناء عائلة عبد الحليم وسط ذراعات الذرة علي طريق قرية بيت علام وأمطروا السيارتين بوابل من الرصاص الكثيف مما تسبب في قتل 22 منهم واصابة 3 آخرين فيما سمي في ذلك الوقت «بمذبحة بيت علام»
- تم القبض علي 19 متهما من عائلة عبد الحليم واحالتهم الي محكمة الجنايات التي قضت في يونيو 2003 بالإعدام شنقا لعدد 6 من المتهمين وتم تنفيذ الحكم عليهم. والاشغال الشاقة المؤبدة لعدد 6 آخرين. توفي اثنان منهم داخل السجن. وبراءة 3 متهمين في وقائع القتل والشروع في قتل والاشغال الشاقة المؤبدة لعدد 4 متهمين في واقعة حيازة اسلحة وذخيرة بدون ترخيص. وفي تلك الأثناء قتل أحد أفراد عائلة عبد الحليم بدولة الكويت واتهم في مقتلة أحد افراد عائلة الحناشات العاملين هناك.[2][3]